# Киселёв, Иван Александрович (артиллерист)
Иван Александрович Киселёв (20 апреля [2 мая] 1905 — 31 мая 1961) — участник Великой Отечественной войны, заместитель командира 333-го артиллерийского полка (152-я стрелковая дивизия, 46-я армия, 3-й Украинский фронт), подполковник. Герой Советского Союза.

## Биография
Киселёв Иван Александрович, родился 20 апреля (2 мая) 1905 год в селе Афанасьево Мячковской волости Коломенского уезда (ныне территория Воскресенского района Московской области) в семье крестьянина. Русский.
В 1924 году направился на учёбу в Москву, на рабфак им. Я. М. Свердлова. Окончил рабфак и 2 курса сельскохозяйственной академии (1929). Работал инспектором финансового отдела Воскресенского исполкома. Участвовал в организации колхозов и совхозов. Избирался председателем Бронницкого райколхозсоюза.
В Красной Армии в 1930—1932 годах и с 1939 года. Участник советско-финляндской войны 1939—1940 годов. Член КПСС с 1942 года.
В боях Великой Отечественной войны с мая 1942 года. В 1942 году окончил курсы штабных командиров при Военной артиллерийской академии. Заместитель командира 333-го артиллерийского полка (152-я стрелковая дивизия, 46-я армия, 3-й Украинский фронт) майор Киселёв в составе штурмовой группы в ночь на 18 октября 1943 года преодолел Днепр у села Диевка (ныне в черте Днепропетровска), чтобы корректировать огонь батарей полка по огневым точкам и пехоте врага. 24 октября 1943 года, когда был убит радист и вышла из строя радиостанция, возглавил штурм, группу, поднял бойцов в атаку и расширил плацдарм. Был ранен, но не покинул поля боя.
С января 1945 года подполковник Киселёв — в запасе.
Жил в Воскресенске Московской области. Работал заместителем председателя исполкома горсовета, директором горбыткомбината.
Умер 31 мая 1961 года, похоронен в Воскресенске.

## Награды
- Указом Президиума Верховного Совета СССР от 22 февраля 1944 года за мужество, отвагу и героизм, проявленные в борьбе с немецко-фашистскими захватчиками, майору Киселёву Ивану Александровичу присвоено звание Героя Советского Союза с вручением ордена Ленина и медали «Золотая Звезда» (№ 3663).
- Награждён орденом Ленина, медалями.

## Память
- В городе Воскресенске Московской области Герою установлена мемориальная доска.

## Источник
- Герои Советского Союза. Краткий биографический словарь. Москва. Воениздат. 1987. Том 1. с. 656.